# Oorlog tussen de Seleuciden en de Maurya's
De oorlog tussen de Seleuciden en de Maurya's (305 v.Chr.) was een confrontatie tussen keizer Chandragupta Maurya en de Griekse vorst Seleucus I. De confrontatie eindigde in een huwelijks-alliantie tussen Seleucus en Chandragupta Maurya, die met een Macedonische prinses trouwde. Chandragupta verkreeg het gezag over de westelijke Indusvallei en de Kabul-vallei in het tegenwoordige Afghanistan, gebieden die Alexander de Grote twee decennia eerder veroverd had. Seleucus ontving krijgsolifanten van Chandragupta, die hij inzette in zijn strijd tegen zijn rivalen in het westen.

## Achtergrond

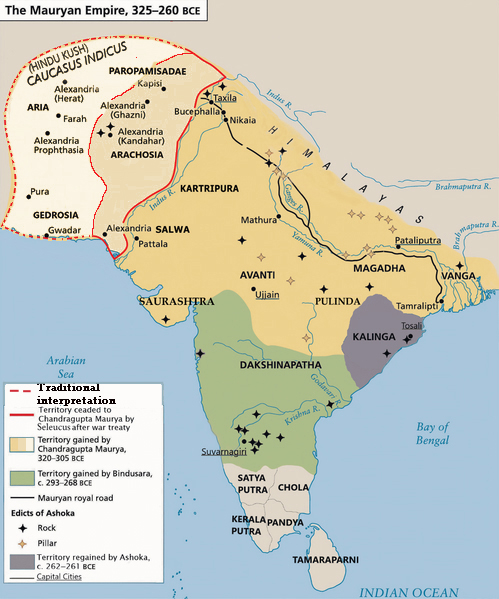
Maurya] Rijk in 325-260 v.Chr.

Chandragupta Maurya kwam in 321 v.Chr. aan de macht in Magadha door de laatste keizer van de Nandadynastie af te zetten. Hij vocht elf jaar tegen de Nanda's met succesvolle guerrillaveldtochten, en veroverde hun hoofdstad Pataliputra.
De Indusvallei en het hedendaagse Afghanistan (Arachosia, Drangiana, Bactrië) waren tussen 327-325 v.Chr. veroverd door Alexander de Grote. Alexander verdeelde het gebied in verschillende satrapieën waar hij gouverneurs (satrapen) aanstelde die in zijn naam een satrapie bestuurden. Nadat Alexander vier jaar later (323 v.Chr.) stierf voerden zijn generaals, de "diadochen", een serie oorlogen om de verdeling van het rijk. Een van deze generaals, Seleucus I Nicator, lukte het een groot gebied in het oostelijk deel van het rijk voor zich te winnen, dat later bekend werd als het Seleucidische Rijk. Dit gebied besloeg ook Alexanders veroveringen langs de Indusvallei.
Het opkomende en uitbreidende Mauryarijk kwam in conflict met Seleucus toen Chandragupta de Indusvallei aan zijn gebied wilde toevoegen. In ca. 316 voor Christus veroverde hij de oostelijk Indus Vallei.

## De oorlog
Rond 305-303 voor Christus trok Seleucus de Indus over met een leger. De confrontatie eindigde in een huwelijksalliantie. Strabo schreef dat de Indiërs gebied verkregen ten westen van de Indus; welk gebied dit precies was vermeldde hij niet. De antieke bronnen vermelden ook geen duidelijke winnaar. Volgens Kosmin verkreeg Chandragupta een gedeelte van de vier oostelijke provincies van het Seleucidische Rijk - Arachosia (het tegenwoordige Kandahar), Paropamisadai (Kabul), en het Indiase gedeelte van Gedrosia. Seleucus' dochter trouwde met Chandragupte Maurya. Als bruidsschat kreeg Seleucus 500 krijgsolifanten. De olifanten zouden een grote hulp blijken te zijn in de volgende conflicten, met name in de Slag bij Ipsus.
Als vredesonderhandelaar stuurde Seleucus Megasthenes naar de Maurya's. Megasthenes maakte verschillende reizen naar het Mauryarijk, en schreef er een boek over.